# س. بي. هدسون
س. بي. هدسون (بالإنجليزية: C. B. Hudson)‏ هو عازف قيثارة أمريكي، ولد في 8 أكتوبر 1974 في أوكلاهوما سيتي في الولايات المتحدة.

## وصلات خارجية
- س. بي. هدسون على موقع IMDb (الإنجليزية)
- س. بي. هدسون على موقع ميوزك برينز (الإنجليزية)